# Schistocichla
Schistocichla es un género de aves paseriformes perteneciente a la familia Thamnophilidae que agrupaba a especies nativas de América del Sur. Como resultado de los amplios estudios taxonómicos de Isler et al. (2013), todas las especies que lo integraban fueron agrupadas en un género Myrmelastes. Sus miembros son conocidas popularmente como hormigueros.

## Características
Las aves que integraban este género son hormigueros bastante similares, midiendo entre 15 y 17,5 cm que habitan forestas húmedas. Los machos son grises con puntos blancos en las alas y las hembras son rufo anaranjadas por abajo con puntos pardo amarillentos en las alas.

## Estudio del géneroMyrmecizay sus consecuencias
La historia del género Myrmeciza se caracteriza por décadas de controversias e incertezas. Autores más recientes expresaron dudas consistentes en relación con la monofilia del grupo, pero no había ninguna revisión disponible que realmente probase la monofilia del grupo.
El estudio de Isler et al (2013) presentó resultados de filogenia molecular de un denso conjunto de taxones de la familia Thamnophilidae (218 de 224 especies). Estos datos suministraron un fuerte soporte a la tesis de que Myrmeciza no era monofilético y que sus miembros están distribuidos en tres de las cinco tribus de la subfamilia Thamnophilinae propuestas por Moyle et al. 2009. También se compararon las características morfológicas, comportamentales y ecológicas de las especies de Myrmeciza con sus parientes próximos dentro de cada tribu, con el objetivo de determinar los límites genéricos.
Específicamente en relación con la entonces Myrmeciza hyperythra, Isler et al. 2013 demostraron que se encontraba agrupada dentro del grupo de especies que entonces formaban el presente género y que todo este grupo estaba hermanado a Sclateria naevia. A todo este grupo lo denominaron un «clado Sclateria», dentro de una tribu Pyriglenini. Para resolver esta cuestión taxonómica, propusieron agrupar M. hypeythra y Schistocichla en un género resucitado Myrmelastes. En la Propuesta N° 628 al (SACC), se aprobó este cambio, junto a todos los otros envolviendo el género Myrmeciza. Como consecuencia, Schistocichla pasó a ser un sinónimo posterior de Myrmelastes.
Estos cambios han sido aceptados por clasificaciones como el Comité de Clasificación de Sudamérica (SACC), Clements checklist, HBW y BirdLife International.
El Congreso Ornitológico Internacional (IOC 2017, versión 7.3), todavía no ha adoptado estos profundos cambios taxonómicos.

## Lista de especies
Las siguientes 7 especies fueron transferidas al género Myrmelastes:
- Schistocichla schistacea - hormiguero pizarroso;
- Schistocichla leucostigma - hormiguero alimoteado;
- Schistocichla humaythae - hormiguero de Humaitá;
- Schistocichla brunneiceps- hormiguero de cabeza parda;
- Schistocichla rufifacies - hormiguero de cara rufa;
- Schistocichla saturata - hormiguero del Roraima;
- Schistocichla caurensis - hormiguero del Caura.

## Taxonomía
Las especies schistacea, leucostigma y caurensis eran anteriormente colocadas en el género Percnostola bajo los nombres Percnostola schistacea, Percnostola leucostigma y Percnostola caurensis.
La especie saturata fue elevada al rango de especie (antes era la subespecie Schistocichla leucostigma saturata) siguiendo a Braun et al (2005), lo que fue aprobado en la Propuesta N° 240 al Comité de Clasificación de Sudamérica (SACC).
Las especies humaythae, brunneiceps y rufifacies fueron elevadas al rango de especie (antes eras subespecies de Schistocychla leucostigma) siguiendo a Isler et al (2007), lo que fue aprobado en la Propuesta N° 301 al SACC.